# Friedrichshöhe (Eisfeld)
Friedrichshöhe ist ein Ortsteil der Stadt Eisfeld im Landkreis Hildburghausen in Thüringen.

## Lage
Friedrichshöhe befindet sich auf einem Hochplateau im Thüringer Schiefergebirge nördlich von Eisfeld und südöstlich von Masserberg am Rennsteig. Das Dorf liegt mitten in Bergwiesen, umrahmt von Wäldern bei 800 Meter über NN. Verkehrsmäßige Verbindung besteht über eine Zufahrtsstraße zur Bundesstraße 281.

## Geschichte
Am 1. September 1725 wurde das Dorf erstmals urkundlich erwähnt. Es war eine Gründung von Glasmachern aus Fehrenbach und Stützerbach und wurde nach dem Landesherrn Herzog Ernst Friedrich I. von Sachsen-Hildburghausen benannt. Bis zur Wende war das Dorf mit 32 Einwohnern der kleinste selbständige Ort der DDR. Friedrichshöhe gehörte seit 1994 zur Gemeinde Sachsenbrunn. 60 Einwohner lebten 2012 im Ortsteil in 30 Häusern.
Zum 1. Januar 2019 kam Friedrichshöhe im Zuge der Eingemeindung von Sachsenbrunn zur Stadt Eisfeld.